# 湖北鲴
湖北鲴（学名：Xenocypris hupeinensis）为輻鰭魚綱鯉形目鯝科鲴属的鱼类，是中国的特有物种。分布于湖北的梁子湖、东湖等湖泊中等，一般栖息于湖泊，體長可達25.6公分。该物种的模式产地在湖北。